# Palazzo Comunale (Cesena)

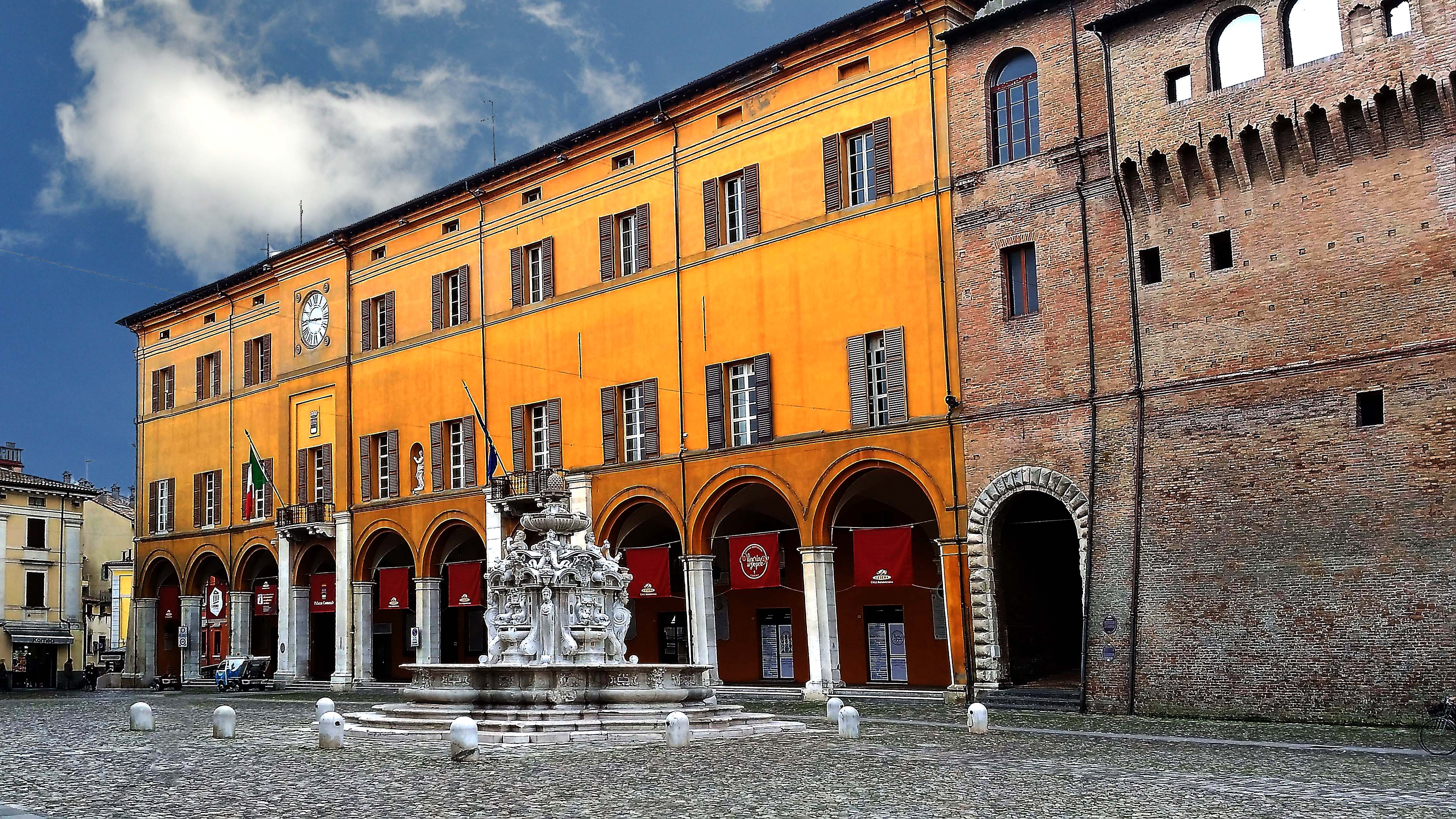
Die Fontana Masini und der Palazzo Comunale von Cesena

Der Palazzo Comunale oder Palazzo Albornoz ist ein Barockpalast und das Rathaus von Cesena in der italienischen Region Emilia-Romagna. Er liegt an der Piazza del Popolo; der spanische Kardinal Gil Álvarez Carrillo de Albornoz ließ ihn ab der Mitte des 14. Jahrhunderts errichten. In das heutige Gebäude sind zwei sehr viel ältere Gebäude integriert: Der Palatium Vetus (dt.: Alter Palast) und der Palatium Novum (dt.: Neuer Palast). Im Inneren des Palastes findet man Fresken und Möbel aus dem 18. Jahrhundert.
Als Repräsentationssaal von besonderer Schönheit ist der „Sala degli Specchi“ (dt.: Spiegelsaal) mit Originaleinrichtung aus dem 18. Jahrhundert zu erwähnen. In einigen Räumen, aber vor allen Dingen im Ratssaal, sind Malereien und Steinmetzarbeiten von großer künstlerischer Bedeutung erhalten.

## Geschichte
Niemals teilten in Cesena der vor-malatestianischen Zeit die politische und religiöse Macht dieselben Plätze, wie es dagegen in vielen anderen italienischen Orten der Fall war. Die Kathedrale erhebt sich oben auf dem Hügel Garampo, wogegen der Bürgermeisters lange im heutigen Palazzo del Ridotto residierte und der Gouverneur des Kirchenstaates im Palatium Vetus, in dem sich heute das Rathaus befindet. Zwischen 1401 und 1403 wurde der Palazzo del Conservato zur Aufnahme der Konservatorenversammlung errichtet, die nach dem Fall der Signoria auch aus den anderen Vertretungsorganen der Stadt bestand: Kanzler, Ältestenversammlung und Stadtrat. Diese Situation blieb bis 1722 so und dann wurde der Umzug der Kommunalorgane in den neuen, großen Palast an der Piazza Maggiore (heute: Piazza del Popolo) angeordnet.

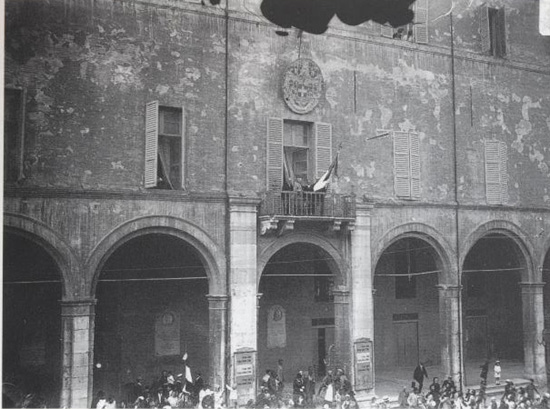
Besuch von König Viktor Emanuel III. in Cesena 1918

Dieses Gebäude fand seinen Ursprung in einem früheren Palatium Vetus an derselben Stelle, in dem im kommunalen Zeitalter der Gouverneur des Kirchenstaates residierte. Sicher ist, dass der päpstliche Legat, Kardinal Egidio Albernoz, zwischen 1359 und 1362 einen neuen Gouverneurspalast errichten ließ (Palatium Novum), und zwar nach den Plänen der Architekten Busini und Guidone di Zerbino, genau dort, wo sich heute das Rathaus befindet (dessen Name „Palazzo Albernoz“ ist). Zwischen den beiden Palästen gab es eine der drei Türen, die Zugang zur Stadtmauer ermöglichten. An dieser Türe begann – und blieb das ganze 18. Jahrhundert hindurch nutzbar – eine Straße, die zum Hügel führte und später durch eine Treppe ersetzt wurde; heute heißt sie „Salita Matteo Nuti“.
Mit den Malatestas wurden beide Paläste zur Residenz der Herren und ihres Hofes, aber von all den Verschönerungsarbeiten ist heute keine Spur mehr erhalten. Mit dem Fall der Signoria verlieh die neue Rocchetta di Piazza dem Gebäudekomplex ein vollkommen neues Aussehen, eine letzte Veränderung fand im Jahre 1523 mit der Öffnung der Loggia statt und später im selben Jahr dekorierte Francesco Masini einige Innenräume.
Im Laufe des 18. Jahrhunderts erhielt der Palazzo Albornoz sein heutiges Aussehen und unterschied sich definitiv, auch architektonisch, von der Rocchetta della Piazza. Als die städtischen Organe 1722 vom Palazzo del Ridotto hierher zogen, wurde der gesamte Komplex einer weitläufigen Restaurierung im klassizistischen Stil unterzogen; 1747 wurden an der Fassade zwei Geländer angebracht, 1755 wurde die Uhr auf dem Bürgerturm angebracht, der den Glockenturm überragte, und 1777 baute man schließlich eine neue Vorhalle. 1854 wurde hinter dem Palazzo Comunale das Foro Annonario (1961 in eine Markthalle umgebaut) angelegt und schließlich brachte man 1940 an der Fassade eine Statue der Jungfrau an.
Die einzigen Überreste des Palastes aus dem 14. Jahrhundert, den Kardinal Albornoz errichten ließ, finden sich an der Salita Matteo Nuti, aber der Haupteingang zum Palazzo Comunale liegt traditionell an der Piazza del Popolo.

## Beschreibung

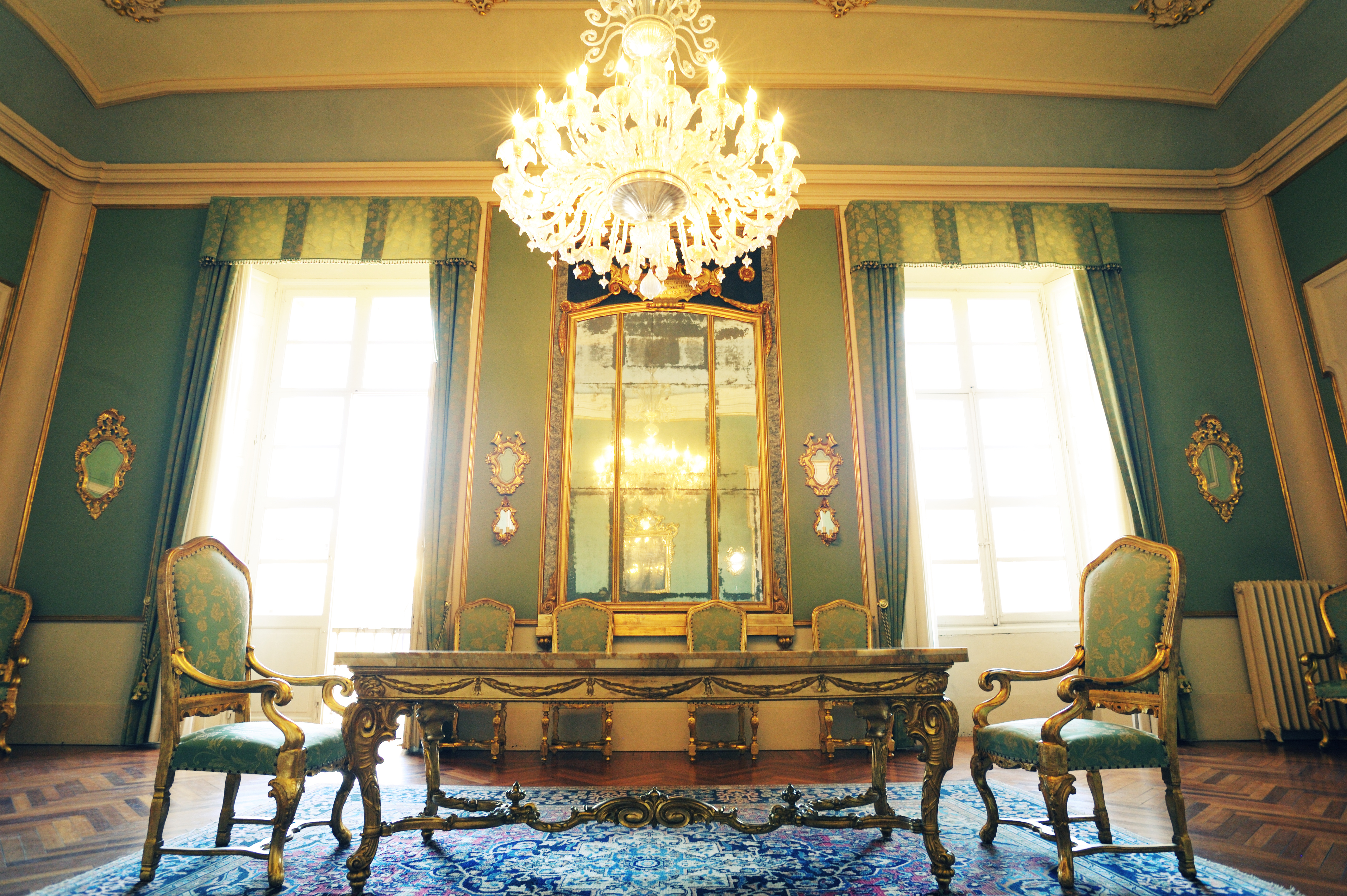
Im Spiegelsaal

### Fassaden
Heue zeigt der Palazzo Comunale eine breite und nüchterne Fassade zur Piazza del Popolo. Im Erdgeschoss kennzeichnet sie eine Vorhalle, die gegenüber dem Niveau des Platzes leicht erhöht ist; sie besteht aus 10 Arkaden mit Rundbögen und hat als Decke ein Kreuzgewölbe.
In einer Nische im ersten Obergeschoss, zwischen dem fünften und sechsten Fenster, steht eine Statue aus dem 16. Jahrhundert, die Madonna der unbefleckten Empfängnis darstellt.
Über dem Haupteingang sticht die Einzeigeruhr heraus mit römischen Ziffern heraus, die in einen Rahmen gesetzt ist, der mit runden Motiven in den Ecken verziert ist.
Die Ostfassade des Gebäudes zur Markthalle hin korrespondiert mit der alten Fassade des Palazzo Comunale, von der man noch Spuren struktureller und dekorativer Elemente finden kann: Zwei Arkaden im Erdgeschoss, die teilweise zugemauert und mit Fenstern versehen worden sind, Reste einer Vorhalle, die sich dort öffnete, während man etwas weiter oben für vermauerte Bögen sieht, die früher zu einer Loggia gehörten, und noch etwas höher ein Teil eines gotischen Doppelfensters mit einem schönen, vierblättrigen Motiv in einem kreisrunden Rahmen. Der Palast setzt sich mit der Caserma Ordelaffi fort und nimmt mit den Rundbogenarkaden über den Fenstern ein wenig den Stil des Mittelalters an.

### Innenräume
Eine imposante Treppe führt zum Ehrensalon mit von Medaillons bedeckten Wänden, die Porträts bekannter Leute aus Cesena zeigen.
Zu den Räumen mit besonderer Schönheit gehört der Sala degli Specci (dt.: Spiegelsaal), der seinen Namen den Spiegeln an seinen Wänden, dem Möbeln im Louis-seize-Stil, den Bildwirkereien und der Lampe aus Muranoglas verdankt. Auch heute noch kann man den ursprünglichen Glanz des Saales bewundern.

#### Eingangshalle und Treppe
Innen gelangt man durch die Eingangshalle mit zwei Gewölben, einem Kreuzgewölbe und einem Tonnengewölbe, getrennt durch einen Rundbogen, zur Treppe, die zum Hauptgeschoss führt und aus zwei parallelen Zügen mit 46 Stufen aus grauem Stein besteht. Am Ende der Treppe befinden sich zwei Holztüren: Die rechte führt zum Salon, während die linke nur aus Symmetriegründen aufgemalt ist.

#### Ehrensalon
Der Ehrensalon mit doppelter Raumhöhe ist der größte Raum des Palastes.
Er hat einen rechteckigen Grundriss und eine Pavillondecke, die aus Feldern besteht, die von Holzrippen getragen werden und mit einem Himmel mit flatternden Putten verziert ist; in der Mitte ist das Wappen von Cesena abgebildet. Am Übergang von den Wänden zur Decke wechseln sich gemischtlinige Augen mit gemalten, floralen Dekorationen ab.
Die Wände des Saals sind mit gemalten Säulen verziert, die bis zu den fingierten Stäben reichen; die Türen haben Rahmen in Gips.
Auf den vier Wänden sind berühmte Leute aus Cesena in Stuck dargestellt und in Medaillons eingesetzt; es sind Büsten von Papst Klemens XII., Gaspare Finali und Luigi Carlo Farini aufgestellt. An einer Wand findet sich eine Steintafel mit dem Kopf des Briefes, den Papst Pius VI. an die Konservatoren von Cesena am Tage seiner Wahl, dem 15. Februar 1775, versandte und ihnen die Verhaltensregeln, die während der Feierlichkeiten zu seinen Ehren in seiner Heimatstadt einzuhalten seien, mitteilte. Entlang der Wände schließlich sind Bänke mit dem Wappen von Cesena auf der Rückseite angeordnet.

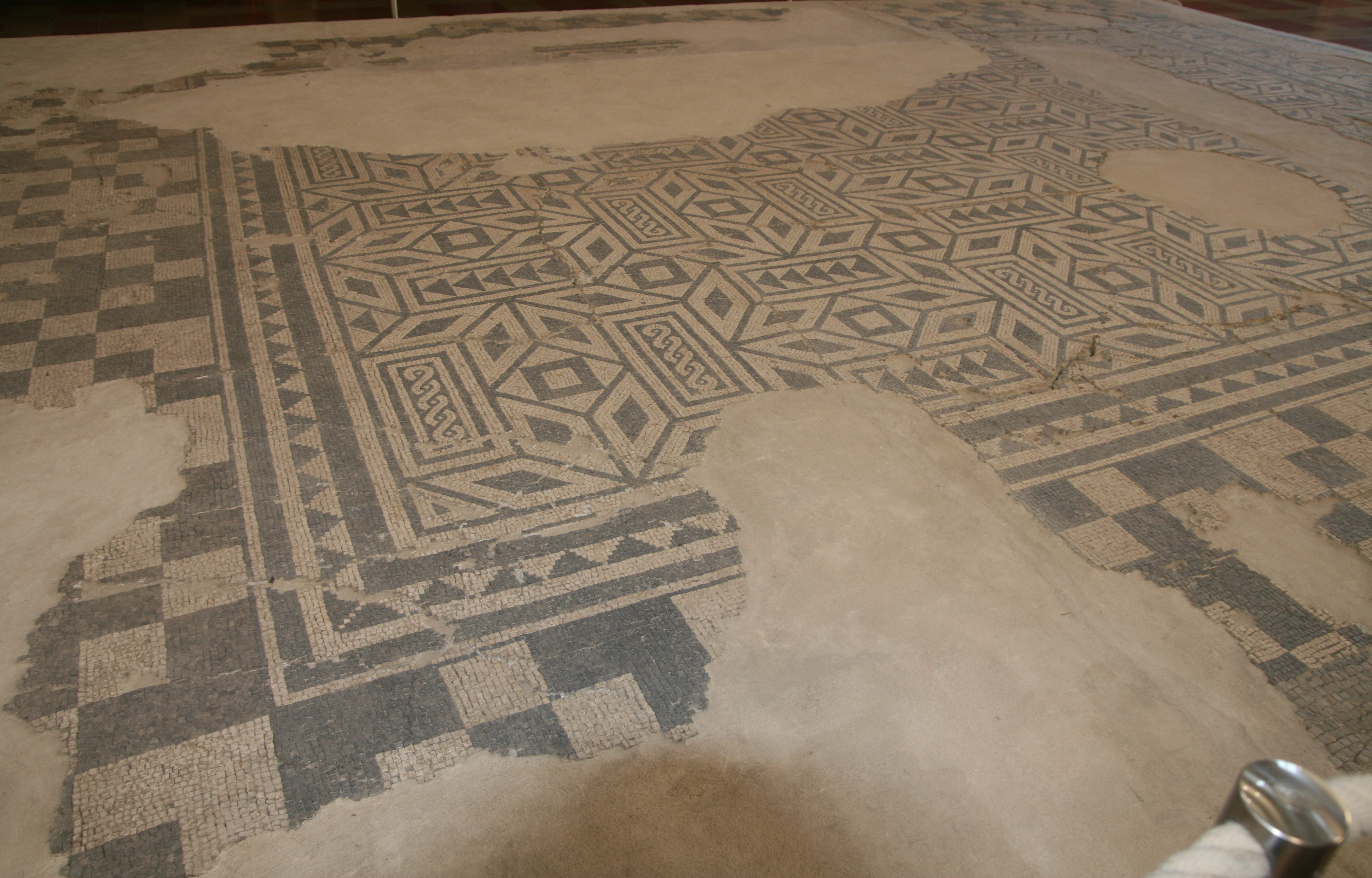
Das Mosaik aus dem Domus di Piazza Fabbri

In der Mitte des Raumes ist ein Mosaik aus römischer Zeit angeordnet, das aus dem Domus di Piazza Fabbri stammt: Bei den Erdarbeiten für ein unterirdisches Parkhaus an der Piazza Fabbri, die zwischen 1997 und 1998 durchgeführt wurden, fand man ein antikes Wohnhaus, ein römisches Stadthaus, in dessen Innerem sich ein Mosaik befand. Dieses bedeckt eine Fläche von etwa 50 m² und ist aus geometrischen Verzierungen in weißen und schwarzen Fliesen zusammengesetzt. Eine Zone, die mit figurativen Elementen abgegrenzt ist, muss den Eingangsbereich des Zimmers anzeigen.

#### Spiegelsaal
Ein weiterer Raum mit großen Prestige ist die Sala degli Specchi, die ihren Namen von den Spiegeln unterschiedlicher Dimension hat, die sie zieren. Die Wände sind reich mit Seide tapeziert, während die Gewölbedecke mit vergoldeten Rahmen und Zeichnungen verziert ist, die sich in der Mitte des Raumes wiederholen. Dort hängt eine Lampe im Louis-seize-Stil, wie die Möbel aus geschnitztem und vergoldetem Holz gefertigt. An der Innenwand, die den Raum vom Korridor abteilt, gibt es einen kleinen offenen Kamin aus Stein und Marmor.
An den Längswänden des Raumes fallen zwei sehr große Spiegel auf, die gegenüber angeordnet sind. Der eine thront über dem offenen Kamin, während der zweite zwischen zwei Fenstern zur Piazza del Popolo sitzt. Über letzterem hängt ein Baldachin in blau und goldfarben mit einer Kartusche, auf der eine an die Gouverneure des 18. Jahrhunderts gerichtete Maxime steht, die aber auch heute noch zutrifft. Man kann dort lesen:

„Ricordante che governate degli uomini, che governar dovete con le leggi, che non governerete per sempre.“
(dt.: Denkt daran, dass ihr Männer regiert, dass ihr mit Gesetzen regieren müsst und dass ihr nicht für immer regieren werdet.)

Der Saal, in dem das Banner der Stadt bewahrt wird, dient heute der Repräsentation und wird für Hochzeiten genutzt.

#### Spuren des alten Palastes

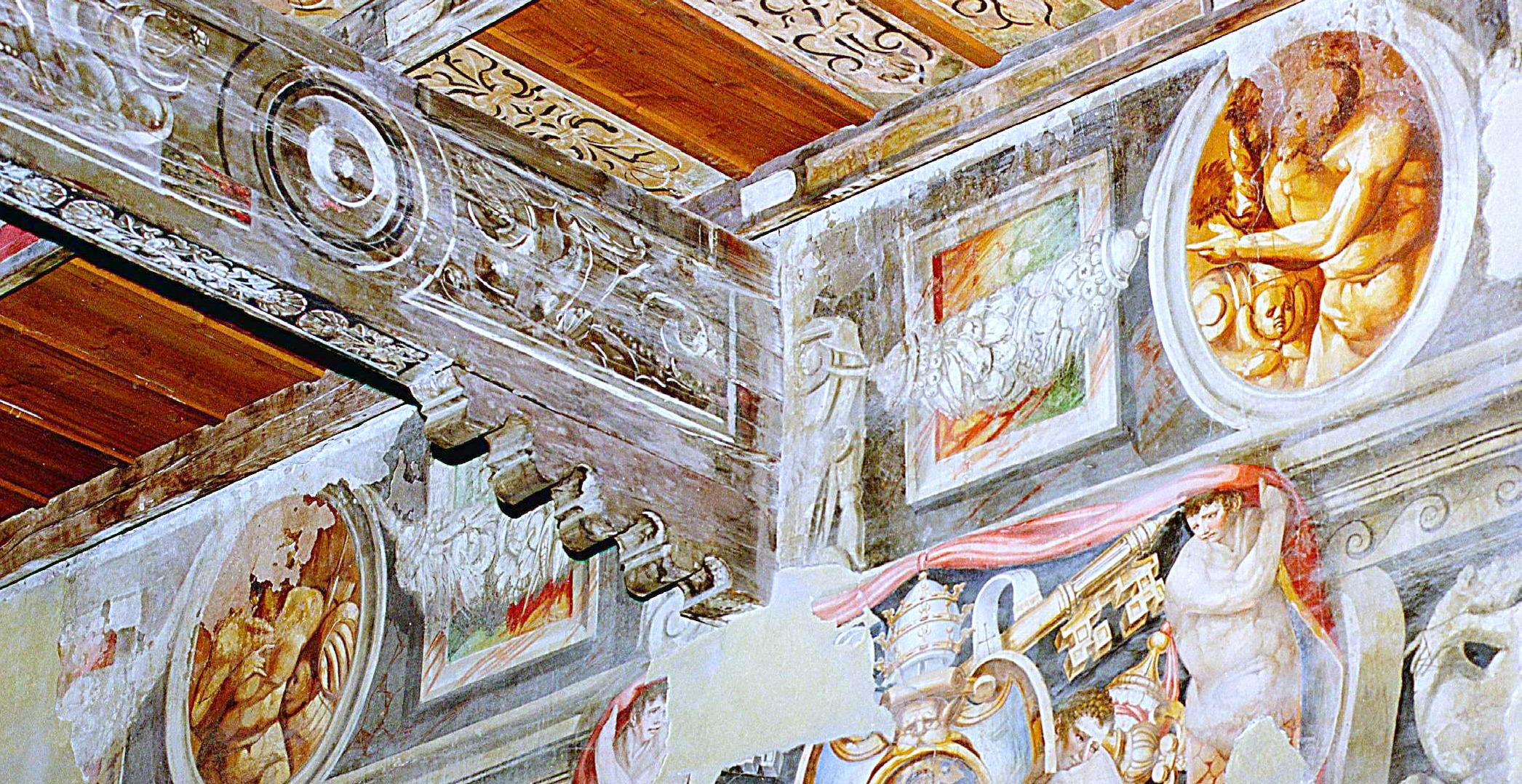
Einige Friese aus dem Palazzo Comunale

Im zweiten Obergeschoss im Stadtplanungssektor befinden sich dekorative Spuren des alten Palastes. In einem Korridor finden wir eine hölzerne Kassettendecke ohne Malereien und einem sichtbaren Dachstuhl. Im oberen Teil der Wände gibt es Fragmente eines Frieses, die auf Quadraten mit pflanzlichen und grotesken Motiven im Wechsel mit Szenen des Alltagslebens, der Landwirtschaft, der Jagd und Landschaften gemalt sind.
Der Raum am Übergang zur Caserma Ordelaffi hat eine hölzerne Kassettendecke, deren Hauptträgern und Dachplanken reich mit pflanzlichen und einfarbigen Motiven verziert sind. Im oberen Teil der Wände sind Fresken mit imposanten Figuren in Medaillons und ein pflanzlicher Fries im Inneren eine Quadratur angebracht. Es weiter unten gibt es vier Wappen, die von Putten gestützt und von Vorhängen eingerahmt werden; sie gehören den Päpsten Paul III., Pius IV., Gregor XIII. und Clemens VIII.